# Хастинапур
Хастинапур (хинди हस्‍तिनापुर, IAST: has‍tināpura, санскр. हस्‍तिनापुरम्, IAST: has‍tināpuram; «Слоновый город») — город и нагар панчаят в округе Мератх индийского штата Уттар-Прадеш.
С XIX века считается столицей древнего и могущественного племени Куру (Кауравы), — городом, из-за которого велась война, воспетая в древнеиндийском эпосе «Махабхарата».

## История
Хастинапур (Гастинапура) был столицей царства Кауравов, принадлежавшего царям династии Куру. Победивший в битве на Курукшетре занимал трон этого города. Все столкновения, упомянутые в «Махабхарате», происходили именно в Хастинапуре. Впервые в истории Индии он упоминается как столица императора Бхараты.

### Сегодняшнее местонахождение
Сегодня Хастинапур — город в районе Доаба, двуречье Ганги и Ямуны, лежащий в 37 км от Мератха и 110 км от Дели. Его координаты — 29,17° северной широты и 78,02° восточной долготы.

### Краткая история
Хастинапура = Хастин (слон) + пура (город) = «Город слона». История этого места начинается с периода Махабхараты. В шастрах его также называют Гаджпур, Нагпур, Асандиват, Брахмастхал, Шанти-Нагар, Кунджарпур и так далее. Во время своего правления внук императора Ашоки, царь Сампрати, построил здесь множество храмов. До сегодняшнего дня они не сохранились.
В начале 1950-х Б. Б. Лал, генеральный директор Археологического управления Индии, проводил раскопки в Хастинапуре. Хотя главной их целью, упомянутой самим Б. Б. Лалом, было «изучить серую расписную керамику с точки зрения стратиграфии со ссылкой на другие известные отрасли промышленности, связанные с керамикой, существующие в тот исторический период», все же он не мог не попытаться провести какую-либо связь между Махабхаратой и материалом, который он нашел в Хастинапуре. Так он исторически обосновал некоторые традиции, упомянутые в тексте, а также связь между появлением культуры серой расписной керамики и приходом ариев на территории верхнего бассейна реки Ганги.

## Демография
Согласно переписи 2001 года, население Хастинапура составляло 21 248 человек, 53 % из которых — мужчины, а 47 % — женщины. 68 % населения Хастинапура владеют грамотой, в то время, как средний показатель по всей стране — 59,5 %. 15 % населения составляют дети младше 10 лет.